# Iso-Tankkari
Iso-Tankkari är en ö i Finland. Den ligger i sjön Ullavanjärvi och i kommunen Karleby i den ekonomiska regionen  Karleby  och landskapet Mellersta Österbotten, i den centrala delen av landet, 400 km norr om huvudstaden Helsingfors. Öns area är omkring 450 kvadratmeter och dess största längd är 30 meter i sydväst-nordöstlig riktning.